# 지방정부
지방정부(地方政府)는 중앙정부에 대하여 지방의 자치 정부를 이르는 말이다. 지방자치단체(地方自治團體)라고 하며, 대한민국에서는 지자체(地自體)로 줄여 부르기도 한다.
지방정부는 선거를 통해 선출되는 경우가 거의 대부분으로, 이 때 치르는 선거를 지방선거라고 칭한다.

## 대한민국
대한민국에서는 지방정부의 종류를 법률로 정하며, 지방자치법 제2조(지방정부의 종류)에 따르면 대한민국의 지방정부는 광역지방자치단체와 기초지방자치단체가 있다.

## 미국
미국은 연방주의를 기반으로 하나 연방의 구성을 이루는 각 주들의 자치권이 보장되어있으며 이러한 주의 주지사나 주의회에 있어서 지방정부는 카운티를 구성하는 시(city)나 읍(town)의 행정단위로 이루어진 시민들에 의해 선출된 지방정부에 해당한다고 할 수 있다.

## 북한
지방정부에 해당하는 지방인민회의가 4년의 임기로 북한 헌법에 명기되어있으나 중앙정부격에 해당하는 최고인민회의와는 다르게 성문법상 민주주의의 구성요건을 표현하기 위해 언급한 것 인지는 구체적으로 알려진 바 없다.

## 일본
일본의 지방정부는 지방공공단체라고 하며 광역자치체로는 도도부현이, 기초자치체로는 시정촌이 있다.

## 같이 보기
- 정부
- 중앙 정부
- 연방 정부
- 중앙 집권
- 지방 자치
  - 지방 자치체

## 참고 자료
- (미국의 법령체계와 입법심사기준에 관한 연구-법제처)www.moleg.go.kr/FileDownload.mo?flSeq=50270
- 한국지방행정연구원 -미국의 정부간 관계와 지방정부의 협력적 거버넌스
- 숭대시보-북한의 선거제도와 의미, 무엇이 다른가?
- 대한지방자치학회 -통일한국의 선거제도에 관한 연구,제15권 제3호 통권44호p.299-326
- 국민대 법학과-한국통일에 있어서 정당의 역할 및 제도 연구 : 동서독 간의 선거조약과 관련하여, 한국교육학술정보원 , http://www.riss.kr/search/detail/DetailView.do?p_mat_type=be54d9b8bc7cdb09&control_no=a554bf239c1d0c50ffe0bdc3ef48d419&outLink=N